# Liste der Biografien/Belj
Liste der Biografien |
Portal Biografien |
Personensuche
# |
A |
B |
C |
D |
E |
F |
G |
H |
I |
J |
K |
L |
M |
N |
O |
P |
Q |
R |
S |
T |
U |
V |
W |
X |
Y |
Z |
?
 
Ba |
Be |
Bd |
Bg |
Bh |
Bi |
Bj |
Bl |
Bm |
Bn |
Bo |
Br |
Bs |
Bu |
Bw |
By |
Bz
 
Bea–Beb |
Bec |
Bed |
Bee |
Bef |
Beg |
Beh |
Bei |
Bej |
Bek |
Bel |
Bem |
Ben |
Beo |
Bep |
Beq |
Ber |
Bes |
Bet |
Beu |
Bev |
Bew |
Bex |
Bey |
Bez
 
Bela |
Belb |
Belc |
Beld |
Bele |
Belf |
Belg |
Belh |
Beli |
Belj |
Belk |
Bell |
Belm |
Beln |
Belo |
Belp |
Belq |
Belr |
Bels |
Belt |
Belu |
Belv |
Belw |
Bely |
Belz
Die Liste der Biografien führt alle Personen auf, die in der deutschsprachigen Wikipedia einen Artikel haben. Dieses ist eine Teilliste mit 45 Einträgen von Personen, deren Namen mit den Buchstaben „Belj“ beginnt.

## Belj

### Belja
- Beljaarts, Dirk (* 1978), niederländischer Politiker
- Beljajeva, Julia (* 1992), estnische Degenfechterin
- Beljajew, Alexander Nikolajewitsch (1816–1863), russischer Bildhauer
- Beljajew, Alexander Petrowitsch (1803–1888), russischer Schriftsteller und Dekabrist
- Beljajew, Alexander Romanowitsch (1884–1942), russischer Schriftsteller
- Beljajew, Alexei (* 1985), kasachischer Eisschnellläufer
- Beljajew, Anatoli Iwanowitsch (1906–1967), sowjetischer Metallurg und Hochschullehrer
- Beljajew, Boris (* 1933), sowjetischer Kugelstoßer
- Beljajew, Dmitri Konstantinowitsch (1917–1985), russischer Genetiker
- Beljajew, Ilja Georgijewitsch (* 1990), russischer Tennisspieler
- Beljajew, Iwan Wjatscheslawowitsch (* 1986), russischer Fußballtorhüter
- Beljajew, Jewgeni Michailowitsch (1926–1994), russischer Tenor und Solist des Alexandrow-Ensembles
- Beljajew, Jewgeni Prokopjewitsch (1954–2003), russischer Skilangläufer
- Beljajew, Juri A., sowjetischer Astronom
- Beljajew, Maxim (* 1979), kasachischer Eishockeyspieler
- Beljajew, Maxim Alexandrowitsch (* 1991), russischer Fußballspieler
- Beljajew, Mitrofan Petrowitsch (1836–1904), russischer Musikverleger und Mäzen
- Beljajew, Nikolai Iljitsch (1903–1966), sowjetischer Politiker
- Beljajew, Nikolai Iwanowitsch (1877–1920), russisch-sowjetischer Metallurg, Metallkundler und Hochschullehrer
- Beljajew, Pawel Iwanowitsch (1925–1970), sowjetischer KosmonautPawel Iwanowitsch Beljajew (1925–1970)

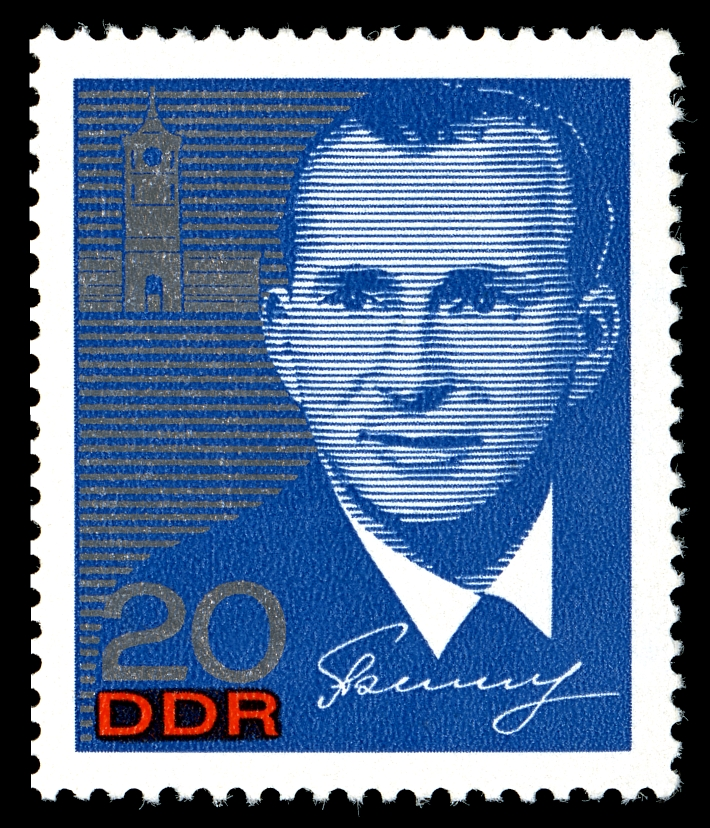
Pawel Iwanowitsch Beljajew (1925–1970)

- Beljajew, Pjotr Petrowitsch (1805–1864), russischer Unterleutnant zur See und Dekabrist
- Beljajew, Sergei (1960–2020), kasachischer Sportschütze
- Beljajew, Spartak Timofejewitsch (1923–2017), russischer Physiker
- Beljajew, Viktorin (1903–1990), russisch-orthodoxer Bischof von Wien und Österreich
- Beljajew, Wassili Wassiljewitsch (1867–1928), russisch-sowjetischer Maler und Hochschullehrer
- Beljajew, Wladimir Nikolajewitsch (* 1940), sowjetischer Gewichtheber
- Beljajewa-Eksempljarskaja, Sofija Nikolajewna (1895–1973), russische bzw. sowjetische Musikwissenschaftlerin, Psychologin und Hochschullehrerin
- Beljakow, Alexander Semjonowitsch (* 1945), russischer Politiker, Mitglied der Staatsduma Russlands
- Beljakow, Alexander Wassiljewitsch (1897–1982), sowjetischer Pilot
- Beljakow, Alexander Wladimirowitsch (* 1962), sowjetischer Rennrodler
- Beljakow, Dimtscho (* 1971), bulgarischer Fußballspieler
- Beljakow, Waleri Nikolajewitsch (* 1953), sowjetischer Hockeyspieler
- Beljakow, Wladimir Timofejewitsch (1918–1996), sowjetischer Turner
- Beljakowa, Anastassija Jewgenjewna (* 1993), russische Boxerin
- Beljakowa, Jelena Anatoljewna (* 1976), russische Stabhochspringerin
- Beljakowa, Ljubow Borissowna (* 1967), russische Biathletin
- Beljakowa, Olga Wladimirowna (* 1988), russische Shorttrackerin
- Beljanski, Bojan (* 1986), serbischer Handballspieler
- Beljawskaja, Dora Borissowna (1894–1986), russische bzw. sowjetische Gesangspädagogin
- Beljawski, Alexander Borissowitsch (1932–2012), sowjetisch-russischer Theater- und Filmschauspieler
- Beljawski, Dawid Sagitowitsch (* 1992), russischer Kunstturner
- Beljawski, Franz Iossifowitsch († 1859), russischer Arzt, Reisender und Autor
- Beljawski, Sergei Iwanowitsch (1883–1953), russischer Astronom, Entdecker zahlreicher Asteroiden

### Belji
- Beljin, Milovan (* 1936), jugoslawischer Fußballspieler und -trainer

### Beljo
- Beljo, Dion (* 2002), kroatischer Fußballspieler